# Bahnhof Kitano
Der Bahnhof Kitano (jap. 北野駅, Kitano-eki) ist ein Bahnhof auf der japanischen Insel Honshū. Er wird von der Bahngesellschaft Keiō Dentetsu betrieben und befindet sich in der Präfektur Tokio auf dem Gebiet der Stadt Hachiōji.

## Verbindungen
Kitano ist ein Trennungsbahnhof an der Keiō-Linie, die Shinjuku mit Keiō-Hachiōji verbindet. Von dieser zweigt die Keiō Takao-Linie nach Takao und Takaosanguchi ab. Beide gehören zur Bahngesellschaft Keiō Dentetsu. In Kitano halten sämtliche hier verkehrenden Nahverkehrs-, Eil- und Schnellzüge, womit der Bahnhof zu den wichtigsten des gesamten Keiō-Streckennetzes gehört. Ostwärts fahren stündlich bis zu 14 Züge nach Shinjuku im Zentrum Tokios. In westlicher Richtung fahren stündlich jeweils sechs oder sieben Züge nach Keiō-Hachiōji bzw. nach Takaosanguchi.
An der Nord- und Südseite des Bahnhofs befinden sich mehrere Bushaltestellen. Diese werden von über einem Dutzend Linien der Gesellschaft Keiō Bus Minami und Hachibus bedient.

## Anlage
Der Bahnhof steht am Nordrand des Stadtteils Uchikoshimachi auf einem Viadukt und ist von Osten nach Westen ausgerichtet. Er besitzt vier Gleise an zwei überdachten, leicht gekrümmten Mittelbahnsteigen. Das Empfangsgebäude ist unter dem Viadukt angeordnet und von beiden Seiten her zugänglich. Aufzüge und Rolltreppen führen hinauf zur Verteilerebene im ersten Stockwerk und zu den Bahnsteigen im zweiten Stockwerk. Ebenso gibt es im ersten Stockwerk eine Fußgängerverbindung von der Nord- zur Südseite des Bahnhofs, ohne dass dabei die Bahnsteigsperren passiert werden müssen. In den Bahnhof integriert ist das Einkaufszentrum Keio Retnade (京王リトナード), das wie die Bahngesellschaft zur Keio Group gehört. Dabei ist Retnade ein Kofferwort aus dem spanischen retoño (Sprössling) und dem französischen promenade.
Im Fiskaljahr 2018 nutzten durchschnittlich 23.099 Fahrgäste täglich den Bahnhof.

## Bilder

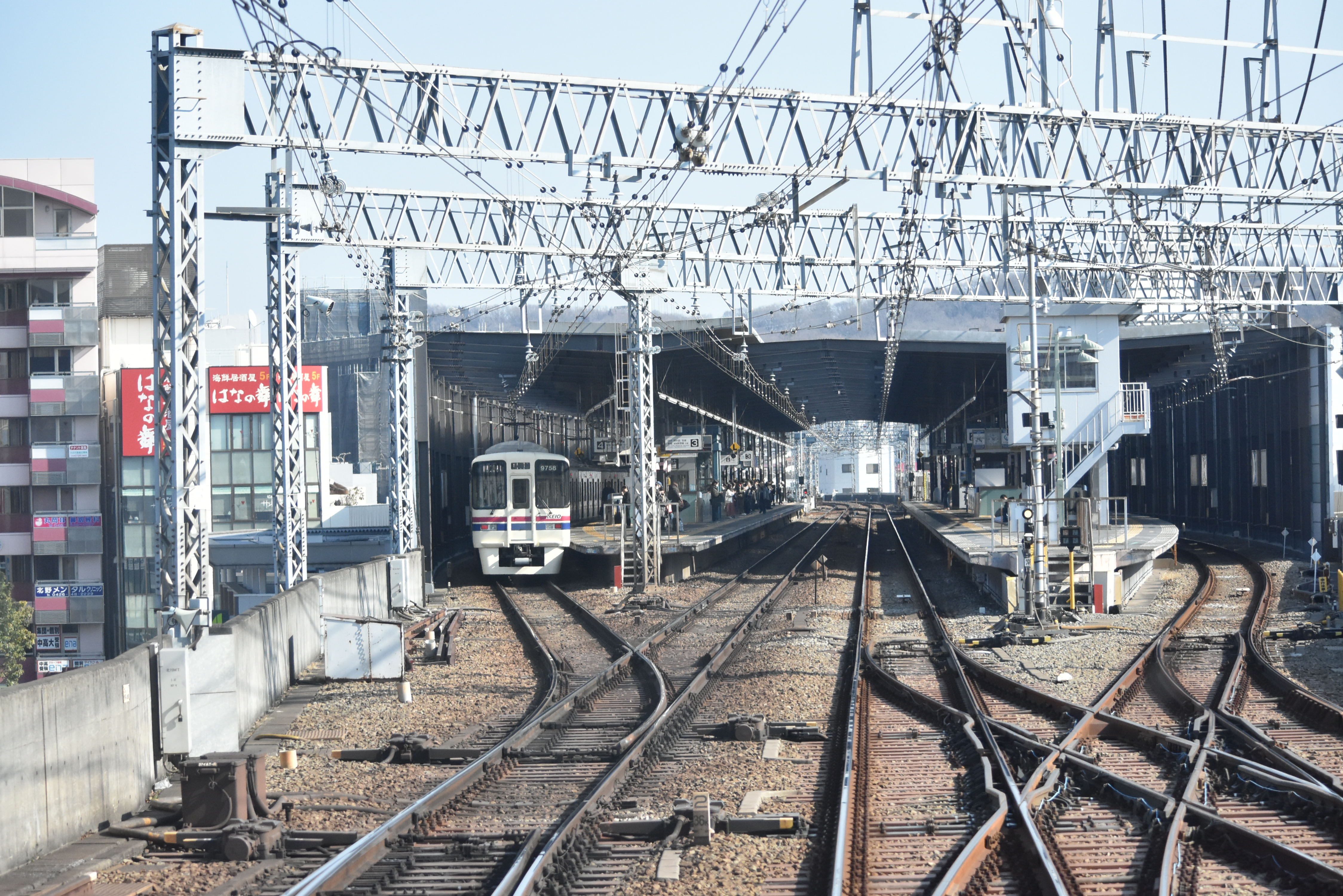
Außenansicht
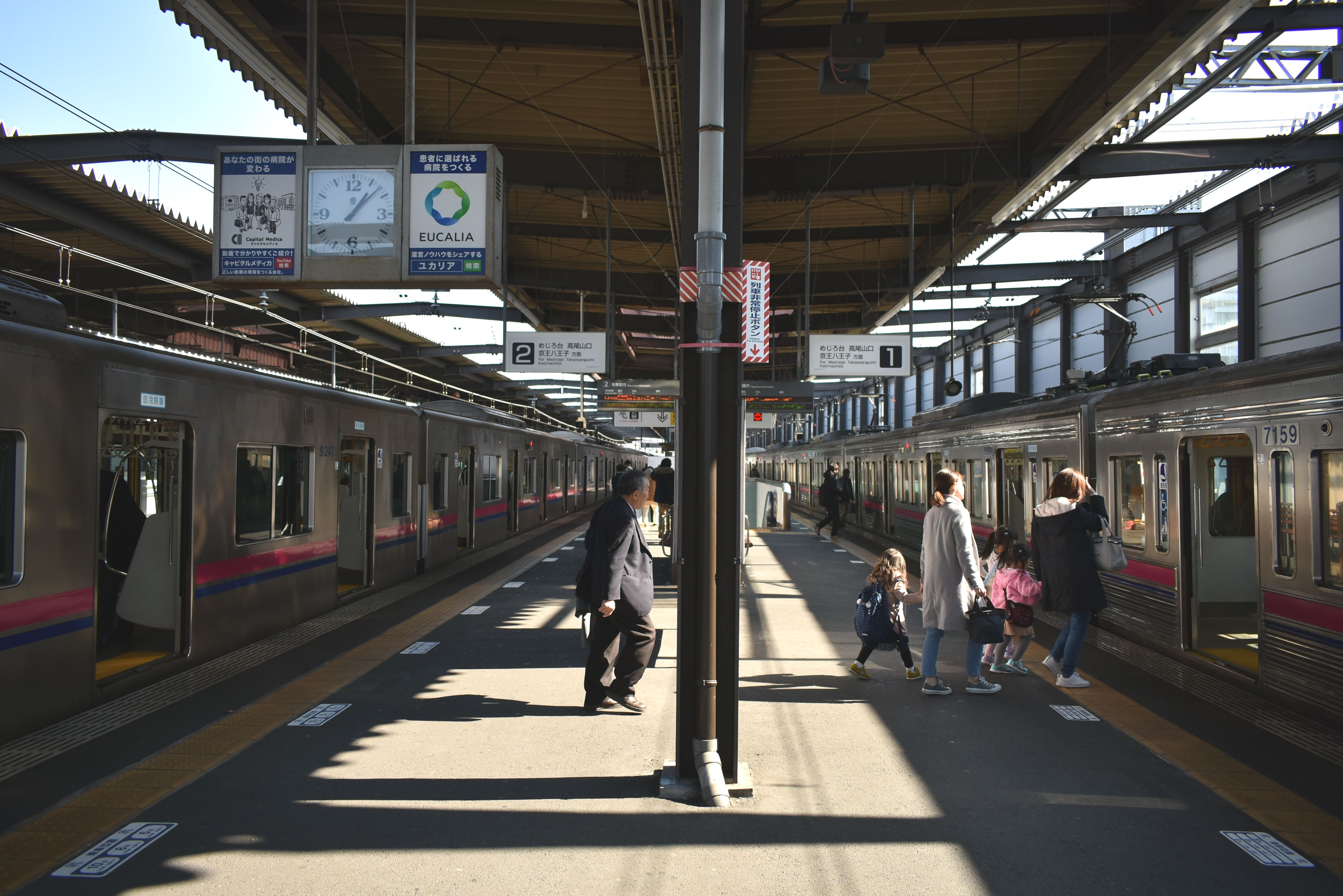
Bahnsteig
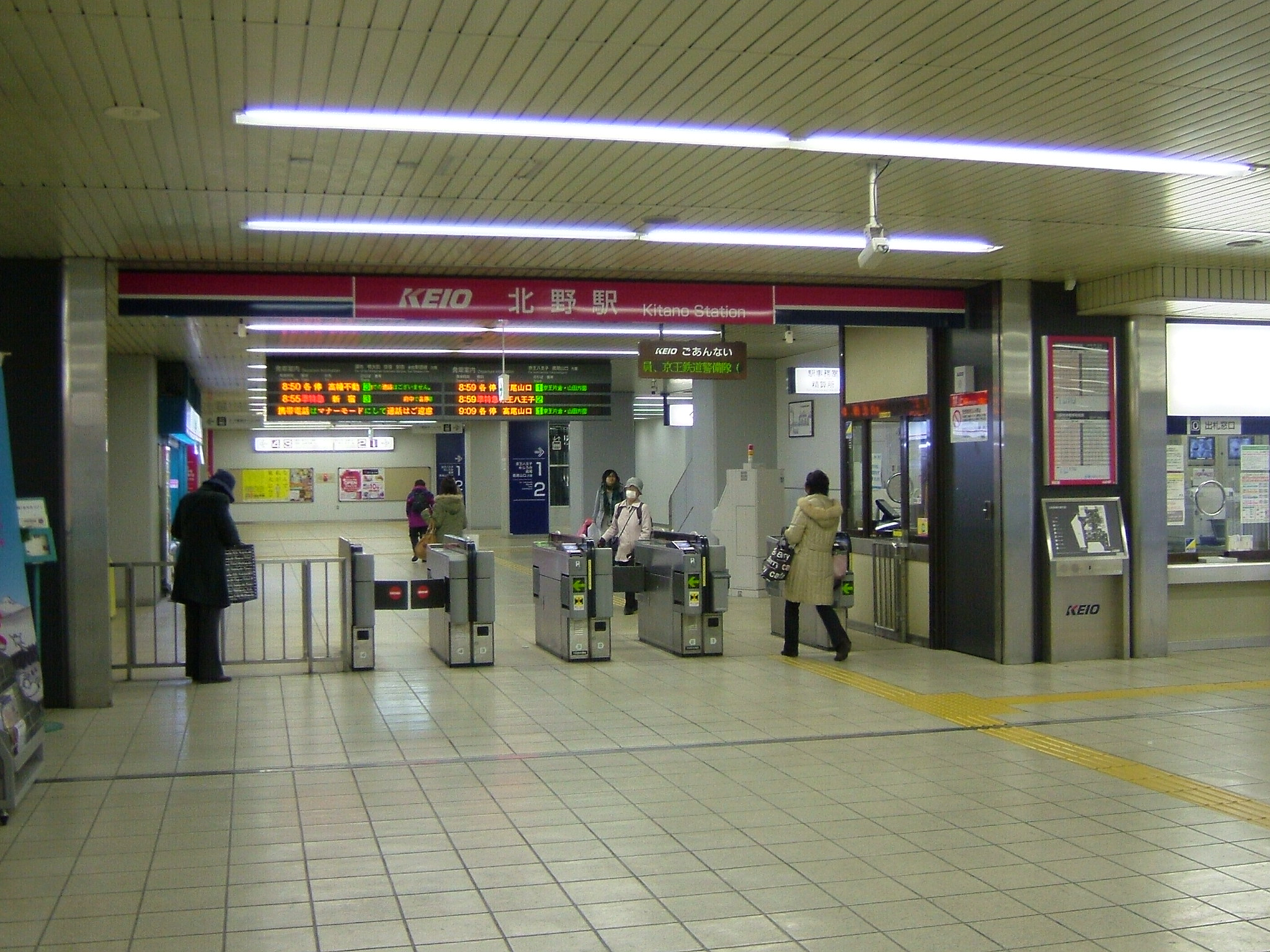
Bahnsteigsperre

## Gleise
| 1/2 | ▉ Keiō Takao-Linie | Takao • Takaosanguchi                               |
| 1/2 | ▉ Keiō-Linie       | Keiō-Hachiōji                                       |
| 3/4 | ▉ Keiō-Linie       | Takahatafudō • Fuchū • Chōfu • Meidaimae • Shinjuku |

## Linien
| Verlauf der Keiō-Linie |
| --- |
| Shinjuku • Hatsudai • Hatagaya • Sasazuka • Daitabashi • Meidaimae • Shimo-Takaido • Sakurajōsui • Kami-Kitazawa • Hachimanyama • Roka-kōen • Chitose-Karasuyama • Sengawa • Tsutsujigaoka • Shibasaki • Kokuryō • Fuda • Chōfu • Nishi-Chōfu • Tobitakyū • Musashinodai • Tama-Reien • Higashi-Fuchū • Fuchū • Bubaigawara • Nakagawara • Seiseki-Sakuragaoka • Mogusaen • Takahatafudō • Minamidaira • Hirayamajōshi-kōen • Naganuma • Kitano • Keiō-Hachiōji |

| Verlauf der Keiō Takao-Linie                                                 |
| ---------------------------------------------------------------------------- |
| Kitano • Keiō-Katakura • Yamada • Mejirodai • Hazama • Takao • Takaosanguchi |

## Geschichte
Die Gyokunan Tetsudō, eine Tochtergesellschaft des Bahnunternehmens Keiō Denki Kidō (heutige Keiō Dentetsu) eröffnete am 24. März 1925 die Strecke zwischen Fuchū und Higashi-Hachiōji (heute Keiō-Hachiōji), mitsamt dem Bahnhof Kitano. Am 1. Dezember 1926 ging die Gyokunan Tetsudō in ihrer Muttergesellschaft auf, worauf die westlich von Fuchū in Kapspur (1067 mm) verlegte Strecke auf 1372 mm umgespurt wurde. Zur Erschließung des Kaiserlichen Friedhofs Musashi entstand wenige Jahre später die ïn Kitano abzweigende Keiō Goryō-Linie, die am 20. März 1931 in Betrieb ging. Dieser musste jedoch bereits am 21. Januar 1945 eingestellt werden, da die Regierung die Strecke als „nicht dringlich“ betrachtete und den Abbau der Anlagen anordnete, um sie andernorts einzusetzen.
Anfang der 1960er Jahre entschloss sich die Keio Group dazu, die entstehenden Wohnsiedlungen im Süden von Hachiōji mit einer neuen Bahnstrecke zu erschließen. Zu diesem Zweck baute sie einen Teil der Trasse der Goryō-Linie wieder auf und verlängerte sie unter der Bezeichnung Keiō Takao-Linie nach Takaosanguchi am Fuße des Berges Takao. Die Eröffnung der ebenfalls in Kitano beginnenden Strecke erfolgte am 1. Oktober 1967. Ende der 1980er Jahre begann der Umbau des ursprünglich ebenerdigen Bahnhofs zu einer aufgeständerten Anlage; die Arbeiten waren 29. Februar 1992 abgeschlossen.